# 발람

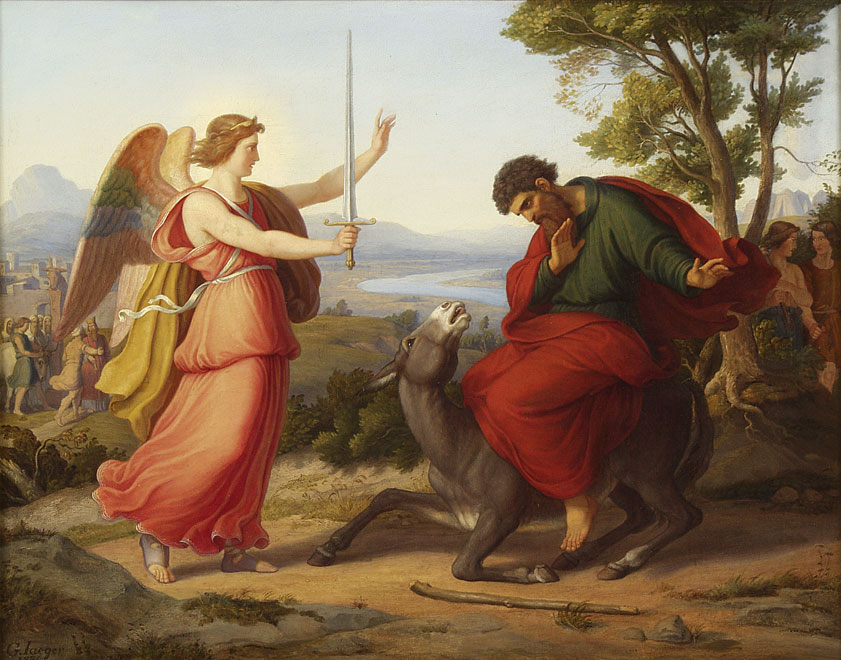
발람과 천사. 1836년 작.

발람(/ˈbeɪlæm/; 히브리어: בִּלְעָם)은 모세오경에 나오는 예언자이다. 민수기 22장에서부터 그의 이야기가 나온다. 발람이 등장하는 모든 기록에서 발람은 이방인 예언자이자 브올의 아들로 소개된다. 민수기 22장에서 모압 왕 발락이 이스라엘 자손을 저주해달라고 발람에게 재물을 바치며 부탁하지만, 발람은 그 자리에서 이스라엘 자손을 축복한다.
모세오경의 다른 기사와 신약성경에서는 발람을 악인으로 묘사한다. 민수기 31장에서 발람은 이스라엘 회중 가운데 역병을 돌게 한 존재로 나타난다. 요한의 묵시록은 발람이 발락을 도와 이스라엘의 앞에 걸림돌을 두어 그들이 성적 타락과 우상숭배를 자행할 계기를 주었다고 말한다.

## 성경에서
발람의 주요 이야기는 모세가 죽고 요단강을 건너기 직전, 40년간의 방황이 끝나고 이스라엘 백성이 요단강 동쪽 모압 평지에 체류하는 동안을 배경으로 작성되어있다. 이스라엘 사람들은 이미 요단강에서 두 왕, 즉 아모리 왕 시혼과 바산 왕 옥을 무찔렀다. 이에 모압 왕 발락은 놀라서 미디안 장로들과 모압 사신들을 브올의 아들 발람에게 보내어 발람이 와서 이스라엘을 저주하도록 유도한다. 현재 시리아의 쿠르디스탄 지역에 위치한 발람의 영토인 브돌은 마소라 본문과 칠십인역에서 단순히 "그 백성의 자손의 땅 강 가에 있는 곳"으로 기술되어 있지만 사마리아 오경, 불가타, 페시타(Peshitta)는 모두 그의 땅을 암몬으로 간주한다.

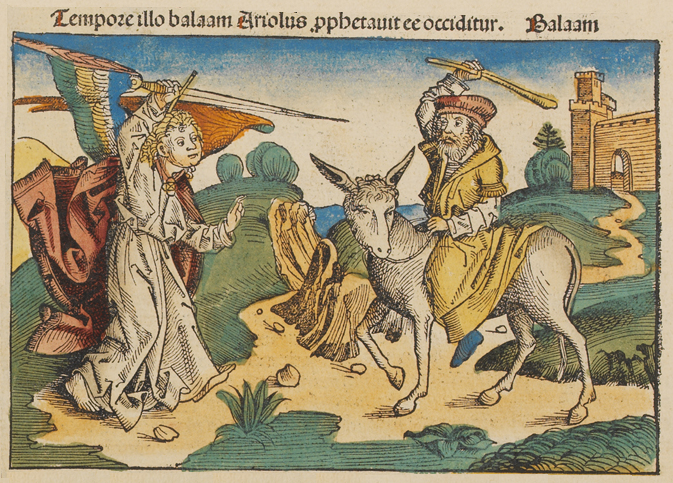
발람과 천사, 1493년 삽화.

발람은 야훼가 명령한 것만 할 수 있다 답하였고, 야훼는 꿈을 통해 그에게 가지 말라고 명령한다. 결과적으로 발락은 더 높은 지위의 제사장들을 보내고 발람에게 영예를 바친다. 발람은 다시금 모압의 고관과 함께 가도 좋을지 뜻을 묻고, 야훼는 마침내 자신의 말만 전하라 하며 가는 것을 허락하였다. 발람은 아침에 모압 방백들과 함께 길을 떠났다. 야훼는 그가 간 것에 노하며 발람이 자신의 뜻을 이루기 위한 도구로만 사용했음을 암시하시고 그를 막기 위해 천사를 보낸다(민 22:22). 처음에는 발람이 타고 있는 당나귀만이 천사의 모습을 볼 수 있는데, 발람은 천사를 피하려고 한다. 발람이 움직이기를 거부하는 당나귀를 벌하기 시작한 후, 당나귀는 기적적으로 발람에게 말할 수 있는 권세를 받았다(민 22:28). 그리고 이렇게 말한다. “내가 네게 무엇 때문에 나를 세 번 때렸느냐?” 이 시점에서 발람은 천사를 볼 수 있게 되었고, 천사는 천사가 발람을 죽이지 않은 유일한 이유는 당나귀가 사자에게서 돌아선 것이라고 알려 준다. 발람은 즉시 회개했지만 계속하라는 지시를 받았다.

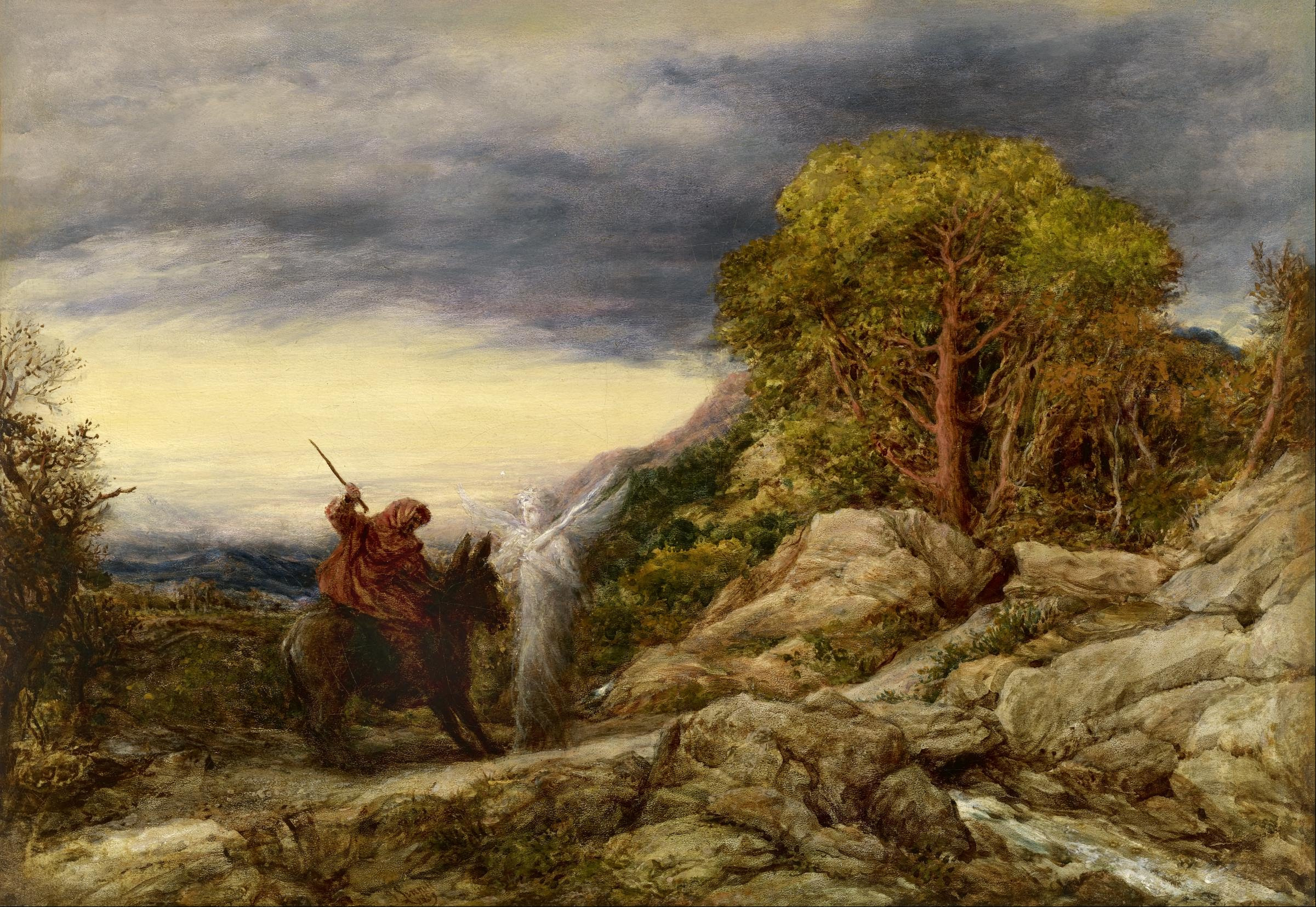
발람과 천사, 1859년 작.

발락은 기럇 후조(Kirjat Huzoth)에서 발람을 만나 "바알의 산당"으로 가서 일곱 제단에 제물을 바쳤고, 이로 인해 발람은 야훼로부터 예언을 받았고 발락에게 말하였다. 그러나 그 예언은 발락이 원한 것과 달리, 이스라엘을 축복하는 내용이었다. 발락은 간청하지만 발람은 자신의 입에 있는 말만 말할 수 있다는 점을 상기시켜 주므로 발락은 공간을 옮겨 비스가에 있는 다른 "산당"으로 데려간다. 여기에 일곱 개의 제단을 더 쌓고 각 제단에 제사를 드렸으나 발람은 이스라엘을 축복하는 또 다른 예언을 할 뿐이었다.
발람은 마침내 매우 좌절한 발락에게 이끌려 브올에게 가서 그곳에서 일곱 번 제사를 드린 후 "요술을 구하지" 않고 대신 정상에서 이스라엘 사람들을 바라보기로 결정한다. 여기서 야훼의 영이 발람에게 임하고 그는 이스라엘에 관한 세 번째 긍정적인 예언을 전한다. 발락은 분노하여 발람을 위협하지만 발람은 단지 운명을 예언할 뿐이다. 그런 다음 발람은 겐 족속과 아말렉 족속을 살펴보고 그들의 운명에 대해 두 가지 예언을 더 제시한다. 발락과 발람은 각자의 집으로 돌아간다.
나중에 민수기 25장 1~9절에서는 이스라엘이 브올의 이단에 어떻게 참여했는지 설명한다. 민수기 31장 16절은 이것을 발람의 조언 때문이라고 비난하고 그 사건에 대한 그의 과실로 인해 참여한 이스라엘 사람들에 대한 치명적인 하나님의 심판을 초래했기 때문에 발람은 결국 민수기 31장 8절에서 미디안과의 보복 전투에서 죽임을 당했다.
신명기 23장 3~6절은 이 사건을 요약하고, 더 나아가 암몬 사람들이 모압 사람들과 연관되어 있다고 명시한다. 여호수아도 고별사에서 이 점을 언급한다. 하나님의 보호를 그에게서 빼앗긴 발람은 나중에 "브올의 문제"에 대한 복수로 살해된 미디안 사람들 가운데 포함된다. 여호수아 13:22에는 발람이 르우벤 사람들이 모압 땅을 점령하기 위한 전투 중에 "칼에 맞아" 죽었다고 기록되어 있다.

## 구성

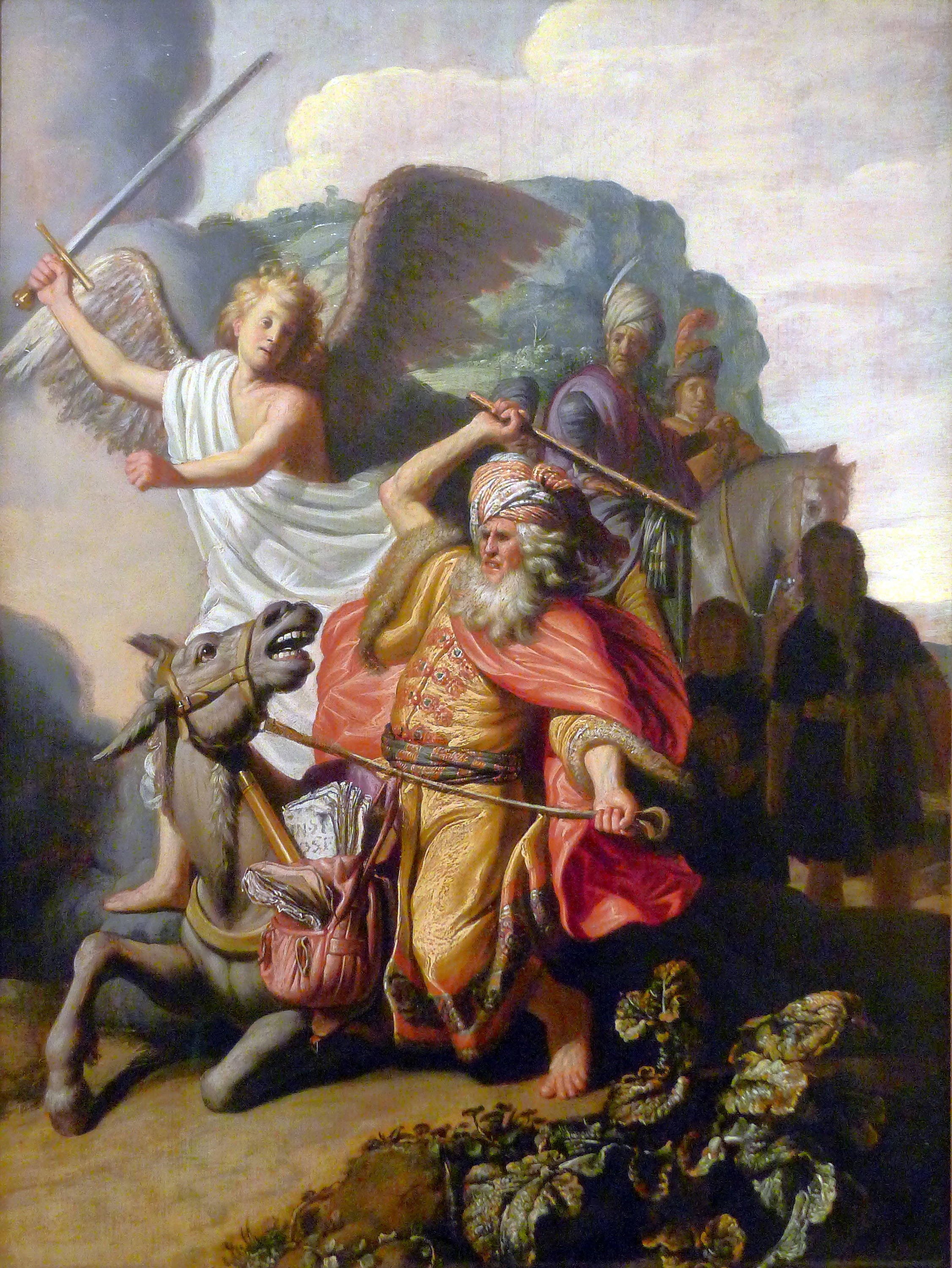
발람과 당나귀, 렘브란트 작. 1626년.

전체적으로 발람의 예언은 일곱 개의 (히브리어) 시로 구성된다:
- 첫 번째, 민수기 23:7-10은 이스라엘 왕국과 그 셀 수 없는 숫자의 독특한 승영을 예언한다.
- 두 번째, 민수기 23:18-24은 이스라엘의 도덕적 미덕, 군주제, 군사적 정복을 기념한다.
- 세 번째, 민수기 24:3-9은 이스라엘 군주제의 영광과 정복을 기념한다.
- 네 번째, 민수기 24장 14~19절은 에돔과 모압을 정복할 왕의 도래를 예언한다.
- 다섯째, 민수기 24:20은 아말렉의 폐허에 관한 것이다.
- 여섯째, 민수기 24:21-22은 앗수르에 의해 겐 족속이 멸망당하는 것에 관한 것이다.
- 일곱 번째, 민수기 24:23-24은 앗수르와 에벨을 공격하기 위해 서쪽에서 오는 "깃딤의 배들"에 관한 것이다.

## 같이 보기
- 성서고고학

## 참고 자료
- Ausloos, Hans, On an Obedient Prophet and a Fickle God. The Narrative of Balaam in Numbers 22–24, in Old Testament Essays 20 (2007) 84-104
- Hoftijzer, Jacob. “The Prophet Balaam in a 6th Century Aramaic Inscription.” Biblical Archaeologist 39.1 (March 1976), pp. 11–17 (electronic edition 2001).
- McCarter, P. Kyle. “The Balaam Texts from Deir Allā: The First Combination.” Bulletin of the American Schools of Oriental Research, no. 239 (Summer 1980), pp. 49–60.
- Savelle, Charles. 2009. Canonical and Extracanonical portraits of Balaam. Bibliotheca Sacra 166:387-404.
- Shenk, Robert. “The Coherence of the Biblical Story of Balaam.” Literature and Belief 13 (1993), 31–51.
- Van Kooten, George H. and Jacques van Ruiten (edd.). Prestige of the Pagan Prophet Balaam in Judaism, Early Christianity and Islam. Leiden: Brill, 2008.
- 본 문서에는 현재 퍼블릭 도메인에 속한 《Jewish Encyclopedia 1901–1906》의 내용을 기초로 작성된 내용이 포함되어 있습니다.